# Erling Linde Larsen
Erling Linde Larsen (Odense, 9 novembre 1931 – 15 dicembre 2017) è stato un calciatore danese, di ruolo difensore.

## Carriera
A livello di club, vestì per tutta la carriera la maglia del Boldklubben 1909, squadra di Odense, la sua città natale.
Nel 1956 al 1959, collezionò 20 presenze con la nazionale danese.
Nel 1960, partecipò ai Giochi della XVII Olimpiade di Roma con la Nazionale olimpica della Danimarca. Vinse la medaglia d'argento, tuttavia non scese mai in campo.

## Palmarès

### Club
- Campionato danese: 2

B 1909: 1959, 1964
- Coppa di Danimarca: 2

B 1909: 1962

### Nazionale
- Argento olimpico: 1

Roma 1960